# Biograph
Biograph är en cd-box av Bob Dylan, utgiven 1985 och bestående av låtar från Dylans karriär från albumdebuten Bob Dylan 1962 och fram till 1981 års Shot of Love. Bland de 53 inkluderade låtarna finns såväl hitsinglar, fanfavoriter och mer ovanliga spår, däribland 22 tidigare outgivna. Det var en av de första cd-boxarna och skulle också bli en av de mest framgångsrika. I USA nådde det som bäst 33:e plats på albumlistan.

## Låtlista
Låtarna skrivna av Bob Dylan, där inget annat namn anges.

### CD 1
1. "Lay Lady Lay" - 3:18
2. "Baby, Let Me Follow You Down" (Rev. Gary Davis) - 2:34
3. "If Not for You" - 2:42
4. "I'll Be Your Baby Tonight" - 2:38
5. "I'll Keep It With Mine" - 3:45
6. "The Times They Are a-Changin'" - 3:13
7. "Blowin' in the Wind" - 2:47
8. "Masters of War" - 4:32
9. "Lonesome Death of Hattie Carroll" - 5:46
10. "Percy's Song" - 7:42
11. "Mixed Up Confusion" - 2:28
12. "Tombstone Blues" - 5:57
13. "Groom's Still Waiting at the Altar" - 4:04
14. "Most Likely You Go Your Way and I'll Go Mine" - 3:29
15. "Like a Rolling Stone" - 6:09
16. "Lay Down Your Weary Tune" - 4:36
17. "Subterranean Homesick Blues" - 2:20
18. "I Don't Believe You (She Acts Like We Never Have Met)" - 5:18

### CD 2
1. "Visions of Johanna" - 7:33
2. "Every Grain of Sand" - 6:15
3. "Quinn the Eskimo (The Mighty Quinn)" - 2:20
4. "Mr. Tambourine Man" - 5:29
5. "Dear Landlord" - 3:16
6. "It Ain't Me, Babe" - 3:34
7. "You Angel You" - 2:54
8. "Million Dollar Bash" - 2:33
9. "To Ramona" - 3:54
10. "You're a Big Girl Now" - 4:23
11. "Abandoned Love" - 4:29
12. "Tangled Up In Blue" - 5:45
13. "It's All Over Now, Baby Blue" - 5:40
14. "Can You Please Crawl Out Your Window?" - 3:34
15. "Positively 4th Street" - 3:54
16. "Isis" (Bob Dylan, Jacques Levy) - 5:21
17. "Jet Pilot" - 0:49

### CD 3
1. "Caribbean Wind" - 5:54
2. "Up to Me" - 6:18
3. "Baby, I'm in the Mood for You" - 2:56
4. "I Wanna Be Your Lover" - 3:27
5. "I Want You" - 3:07
6. "Heart of Mine" - 3:43
7. "On a Night Like This" - 2:58
8. "Just Like a Woman" - 4:55
9. "Romance in Durango" (Bob Dylan, Jacques Levy) - 4:39
10. "Señor (Tales of Yankee Power)" - 5:41
11. "Gotta Serve Somebody" - 5:25
12. "I Believe in You" - 5:10
13. "Time Passes Slowly" - 2:36
14. "I Shall Be Released" - 3:04
15. "Knockin' on Heaven's Door" - 2:30
16. "All Along the Watchtower" - 3:04
17. "Solid Rock" - 3:58
18. "Forever Young" - 2:02